# Jihane Samlal
Jihane Samlal (arabe : جيهان سملال), née le 25 novembre 1983 à Dole (Jura), est une kayakiste franco-marocaine.

## Biographie
De double nationalité franco-marocaine, elle évolue sous les couleurs du Maroc et est sacrée championne d'Afrique de kayak monoplace en slalom en 2012 à Bethlehem (Afrique du Sud), obtenant ainsi une qualification pour les Jeux olympiques d'été de 2012 à Londres,. Elle est la première kayakiste de slalom marocaine, africaine et arabe à se qualifier pour une épreuve des Jeux olympiques ; elle est éliminée au stade des qualifications lors de la première journée.